# Delta (album)
Delta este al treilea album de studio al cântăreței Delta Goodrem. Albumul a fost lansat pe data de 20 octombrie 2007. Materialul discografic a debutat direct pe locul 1 în clasamentul albumelor muzicale din Australia. Delta a primit triplu disc de platină în Australia, pentru vânzări de peste 210,000 de exemplare.

## Lista Melodiilor
1. „Believe Again” (Stuart Crichton, Delta Goodrem, Tommy Lee James, Brian McFadden) — 5:48
2. „In This Life” (Crichton, Goodrem, Lee James, McFadden) — 3:47
3. „Possessionless” (Andrew Frampton, Goodrem, Steve Kipner, Wayne Wilkins, McFadden) — 4:22
4. „God Laughs” (Frampton, Goodrem, Kipner, Wilkins) — 4:09
5. „You Will Only Break My Heart” (Crichton, Goodrem, Lee James, McFadden) — 3:03
6. „The Guardian” (Carl Björsell, Carl Falk, Sharon Vaughn) — 3:48
7. „Bare Hands” (Frampton, Goodrem, Kipner, Wilkins) — 3:44
8. „Woman” (Steve Mac, Wayne Hector) — 4:30
9. „I Can't Break It To My Heart” (Goodrem, Savan Kotecha, Kristian Lundin) — 4:00
10. „Brave Face” (Frampton, Goodrem, Kipner, Wilkins) — 3:45
11. „One Day” (Crichton, Goodrem, Lee James, McFadden) — 3:38
12. „Angels in the Room” (Crichton, Goodrem, Lee James, McFadden) — 4:22

### Piese Bonus
- Ediția pentru iTunes Australia

1. „Right Here in My Heart” (Paul Barry, Goodrem) — 4:10

- Ediția pentru Japonia:

1. „Breathe In, Breathe Out” (Crichton, Goodrem, Lee James) — 3:34
2. „Together We Are One” (Guy Chambers, McFadden, Goodrem) — 4:15

### Ediția De Lux - DVD Bonus pentru Japonia
1. „In This Life” (videoclip) — 3:47
2. „In This Life” (în spatele scenei)
3. „Believe Again” (videoclip) — 4:06
4. „Believe Again” (în spatele scenei)
5. Intervu cu Delta
6. „În spatele scenei cu JuJu”

### Ediția pentru SUA
1. „Believe Again” — 5:48
2. „In This Life” (Remix) — 3:47
3. „Possessionless” — 4:22
4. „Born to Try” (Remix) (Goodrem, Audius Mtawarira) — 4:03
5. „Bare Hands” — 3:44
6. „God Laughs” — 4:09
7. „You Will Only Break My Heart” — 3:03
8. „Woman” — 4:30
9. „Brave Face” — 3:45
10. „I Can't Break It To My Heart” — 4:00
11. „One Day” — 3:38
12. „Angels in the Room” — 4:22
13. „In This Life” (Acoustic - Melodie Bonus pentru iTunes)" — 3:45

## Clasări și Vânzări
| Clasament (2007)                      | Provider      | Poziția Maximă | Certificat | Vânzări  |
| ------------------------------------- | ------------- | -------------- | ---------- | -------- |
| Australia Album Chart                 | ARIA          | 1              | 3× Platină | 210,000+ |
| New Zealand Album Chart               | RIANZ         | 12             |            |          |
| Clasament                             | Provider      | Poziția maximă | Certificat | Vânzări  |
| Hong Kong Album Chart (Total)         | ?             | 3              | -          | -        |
| Hong Kong Album Chart (Internațional) | ?             | 1              | -          | -        |
| Japanese Album Chart (Total)          | Oricon        | 39             | -          | 30,000   |
| Japanese Album Chart (Internațional)  | Oricon        | 8              | -          | 30,000   |
| US Billboard 200                      | Billboard 200 | 116            | -          | 10,000   |